# 로카디캄비오
로카디캄비오(이탈리아어: Rocca di Cambio)는 이탈리아 아브루초주 라퀼라도에 있는 코무네이다.

## 자매 도시
- 스위스 자즈페